# Fenestrulina porosa
Fenestrulina porosa är en mossdjursart som beskrevs av Canu och Bassler 1923. Fenestrulina porosa ingår i släktet Fenestrulina och familjen Microporellidae. Inga underarter finns listade i Catalogue of Life.